# Parafia Matki Bożej Królowej Polski w Ostrowie
Parafia Matki Bożej Królowej Polski w Ostrowie − parafia rzymskokatolicka znajdująca się w archidiecezji przemyskiej w dekanacie Radymno I.

## Historia
Wieś Ostrów założono prawdopodobnie w 2 połowie XIV wieku. We wsi istniała cerkiew grekokatolicka. 
W 1945 roku dekretem bpa Franciszka Bardy została erygowana ekspozytura, z wydzielonego terytorium parafii Łowce i parafii Radymno. Na kościół parafialny zaadaptowano dawną cerkiew.
W latach 1981–1983 zbudowano obecny murowany kościół, według projektu arch. mgr inż. Władysława Pieńkowskiego. 11 grudnia 1983 roku bp Ignacy Tokarczuk poświęcił nowy kościół. W 1987 roku zespół artystów Pawła Mitki wykonał polichromię. W 1995 roku abp Józef Michalik dokonał konsekracji kościoła.
Na terenie parafii jest 1 300 wiernych.
Proboszczowie parafii:
1945–1946. ks. Antoni Lorenc (ekspozyt).
1946–1951. ks. Stefan Zawadzki (ekspozyt).
1951–1961. ks. Jan Haligowski (ekspozyt).
1961–1969. ks. Antoni Nizioł (ekspozyt).
1969–1973. ks. Mieczysław Pudełkiewicz.
1973–1982. ks. Józef Guzik.
1982–2012. ks. Adam Kot.
2012– nadal ks. Robert Łuc.